# Love Song (Rain)
Love Song è un singolo del cantante sudcoreano Rain, pubblicato nel 2010.

## Il disco
Il singolo, anche conosciuto col titolo The Song To Make You Want To Stay (널 붙잡을 노래?, Neol Bootjabul Norae) è estratto come primo singolo dall'album Back to the Basic nel 2010.
Il brano è stato scritto ed arrangiato da Jung Ji Hoon, ovvero lo stesso Rain. Del brano esiste anche una versione cantata in lingua inglese.

## Video musicale
Il video musicale prodotto per Love Song alterna sequenze "casalinghe" d'amore fra Rain e la sua partner nella storia del video, ad altre sequenze realizzate sul tetto di uno stabile, in cui il cantante ed alcuni ballerini eseguono una coreografia.

## Tracce
CD Single
1. Love Song - 4:06